# Mets de Guaynabo 2023 (pallavolo maschile)
Questa voce raccoglie le informazioni riguardanti i Mets de Guaynabo nelle competizioni ufficiali della stagione 2023.

## Stagione
I Mets de Guaynabo partecipano al loro ventiseiesimo campionato di Liga de Voleibol Superior Masculino: dopo essersi piazzati al quarto posto in regular season, nei quarti di finale dei play-off scudetto superano come secondi classificati il proprio girone, prima di essere eliminati in semifinale dai Caribes de San Sebastián in appena quattro giochi.

## Organigramma societario
Area direttiva
- Presidente: Ramón Rosado

Area tecnica
- Primo allenatore: Ramón Hernández (fino a novembre[4]), Sirianis Méndez (da novembre[4])

## Rosa
| N° | Nome                  | Ruolo | Data di nascita  | Nazionalità sportiva |
| -- | --------------------- | ----- | ---------------- | -------------------- |
| 1  | Edgardo Goás          | P     | 27 gennaio 1989  | Porto Rico           |
| 2  | Cristian Encarnación  | S     | 3 settembre 1993 | Porto Rico           |
| 3  | Enrique Escalante     | C     | 6 agosto 1984    | Porto Rico           |
| 4  | Luis Guillermo García | P     | 5 gennaio 1995   | Porto Rico           |
| 5  | Christopher Berríos   | S     | 30 gennaio 1994  | Porto Rico           |
| 6  | Josué Rivera          | S     | 14 aprile 1992   | Porto Rico           |
| 7  | Adrián Iglesias       | S     | 14 febbraio 1998 | Porto Rico           |
| 8  | Juan Carlos Ribas     | S     | 8 settembre 1993 | Porto Rico           |
| 9  | Jorge Mencía          | O     | 14 aprile 1990   | Porto Rico           |
| 10 | Dimar López           | O     | 23 agosto 1986   | Porto Rico           |
| 12 | David Menéndez        | C     | 22 febbraio 1988 | Porto Rico           |
| 17 | Jean Carlos Ortíz     | O     | 23 febbraio 1988 | Porto Rico           |
| 22 | Pedrito Sierra        | C     | 21 luglio 1989   | Porto Rico           |
| 24 | Arnel Cabrera         | L     | 11 ottobre 1994  | Porto Rico           |

## Mercato
| Acquisti                               | Acquisti            | Acquisti              | Acquisti   |
| R.                                     | Nome                | da                    | Modalità   |
| -------------------------------------- | ------------------- | --------------------- | ---------- |
| L                                      | Christopher Berríos | -                     | definitivo |
| C                                      | Enrique Escalante   | Changos de Naranjito  | definitivo |
| P                                      | Edgardo Goás        | Plataneros de Corozal | definitivo |
| S                                      | Adrián Iglesias     | Gigantes de Carolina  | definitivo |
| O                                      | Dimar López         | Gigantes de Carolina  | definitivo |
| C                                      | David Menéndez      | Plataneros de Corozal | definitivo |
| Trasferimenti nel corso della stagione |                     |                       |            |
| O                                      | Jorge Mencía        | -                     | definitivo |

| Cessioni | Cessioni        | Cessioni             | Cessioni   |
| R.       | Nome            | a                    | Modalità   |
| -------- | --------------- | -------------------- | ---------- |
| C        | Ramón Burgos    | -                    | ritirato   |
| P        | Carlos Faccio   | Gigantes de Adjuntas | definitivo |
| O        | Jorge Mencía    | Utah Stingers        | definitivo |
| S        | Nick Ramos      | -                    | ritirato   |
| P        | Kevin Rodríguez | Savo                 | definitivo |
| C        | Fabián Rohena   | Utah Stingers        | definitivo |
| S        | Inovel Romero   | Utah Stingers        | definitivo |
| L        | Juan Rosa       | Utah Stingers        | definitivo |

## Risultati

### LVSM

#### Regular season
| 1ª giornata - 11 agosto 2023 Coliseo Mario Morales, Guaynabo               | Mets de Guaynabo         | 0 - 3 | Caribes de San Sebastián | 24-26, 20-25, 13-25               |
| 2ª giornata - 17 agosto 2023 Coliseo Rafael Llull Pérez, Adjuntas          | Gigantes de Adjuntas     | 3 - 1 | Mets de Guaynabo         | 25-20, 21-25, 27-29, 22-25        |
| 3ª giornata - 23 agosto 2023 Coliseo Mario Morales, Guaynabo               | Mets de Guaynabo         | 3 - 1 | Gigantes de Adjuntas     | 21-25, 25-16, 25-22, 25-19        |
| 4ª giornata - 30 agosto 2023 Coliseo Carmen Zoraida Figueroa, Corozal      | Plataneros de Corozal    | 1 - 3 | Mets de Guaynabo         | 18-25, 22-25, 25-23, 22-25        |
| 5ª giornata - 3 settembre 2023 Coliseo Raúl "Pipote" Oliveras, Yauco       | Cafeteros de Yauco       | 2 - 3 | Mets de Guaynabo         | 21-25, 25-22, 25-19, 25-27, 13-15 |
| 6ª giornata - 7 settembre 2023 Coliseo Mario Morales, Guaynabo             | Mets de Guaynabo         | 3 - 0 | Indios de Mayagüez       | 25-19, 32-30, 25-22               |
| 7ª giornata - 9 settembre 2023 Coliseo Mario Morales, Guaynabo             | Mets de Guaynabo         | 3 - 0 | Plataneros de Corozal    | 26-24, 25-15, 25-14               |
| 8ª giornata - 13 settembre 2023 Palacio de Recreación y Deportes, Mayagüez | Indios de Mayagüez       | 0 - 3 | Mets de Guaynabo         | 20-25, 24-26, 21-25               |
| 9ª giornata - 16 settembre 2023 Coliseo Mario Morales, Guaynabo            | Mets de Guaynabo         | 3 - 1 | Gigantes de Adjuntas     | 25-21, 23-25, 26-24, 25-17        |
| 10ª giornata - 21 settembre 2023 Coliseo Gelito Ortega, Naranjito          | Changos de Naranjito     | 3 - 1 | Mets de Guaynabo         | 25-17, 16-25, 25-23, 25-21        |
| 11ª giornata - 23 settembre 2023 Coliseo Luis Aymat Cardona, San Sebastián | Caribes de San Sebastián | 2 - 3 | Mets de Guaynabo         | 25-19, 22-25, 24-26, 25-21, 12-15 |
| 12ª giornata - 30 settembre 2023 Coliseo Gelito Ortega, Naranjito          | Changos de Naranjito     | 3 - 0 | Mets de Guaynabo         | 25-16, 25-17, 30-28               |
| 13ª giornata - 6 ottobre 2023 Coliseo Mario Morales, Guaynabo              | Mets de Guaynabo         | 2 - 3 | Changos de Naranjito     | 16-25, 25-19, 16-25, 25-22, 9-15  |
| 14ª giornata - 8 ottobre 2023 Coliseo Mario Morales, Guaynabo              | Mets de Guaynabo         | 3 - 1 | Cafeteros de Yauco       | 25-18, 22-25, 25-22, 25-17        |
| 15ª giornata - 11 ottobre 2023 Coliseo Mario Morales, Guaynabo             | Mets de Guaynabo         | 3 - 1 | Plataneros de Corozal    | 25-21, 25-23, 21-25, 25-15        |
| 16ª giornata - 15 ottobre 2023 Palacio de Recreación y Deportes, Mayagüez  | Indios de Mayagüez       | 3 - 2 | Mets de Guaynabo         | 22-25, 21-25, 25-23, 25-18, 15-11 |
| 17ª giornata - 18 ottobre 2023 Coliseo Mario Morales, Guaynabo             | Mets de Guaynabo         | 1 - 3 | Cafeteros de Yauco       | 20-25, 26-24, 23-25, 22-25        |
| 18ª giornata - 26 ottobre 2023 Coliseo Luis Aymat Cardona, San Sebastián   | Caribes de San Sebastián | 3 - 2 | Mets de Guaynabo         | 24-26, 25-23, 24-26, 25-21, 15-7  |

#### Play-off
| Quarti di finale (gara 2) - 10 novembre 2023 Coliseo Mario Morales, Guaynabo             | Mets de Guaynabo         | 3 - 0 | Indios de Mayagüez       | 25-23, 25-21, 25-13               |
| Quarti di finale (gara 3) - 12 novembre 2023 Coliseo Raúl "Pipote" Oliveras, Yauco       | Cafeteros de Yauco       | 3 - 0 | Mets de Guaynabo         | 25-23, 25-23, 26-24               |
| Quarti di finale (gara 4) - 14 novembre 2023 Coliseo Arquelio Torres Ramírez, San Germán | Indios de Mayagüez       | 2 - 3 | Mets de Guaynabo         | 25-20, 20-25, 24-26, 25-23, 6-15  |
| Quarti di finale (gara 6) - 18 novembre 2023 Coliseo Mario Morales, Guaynabo             | Mets de Guaynabo         | 3 - 2 | Cafeteros de Yauco       | 25-18, 14-25, 25-22, 23-25, 15-10 |
| Semifinale (gara 1) - 22 novembre 2023 Coliseo Luis Aymat Cardona, San Sebastián         | Caribes de San Sebastián | 3 - 1 | Mets de Guaynabo         | 25-19, 15-25, 25-22, 25-16        |
| Semifinale (gara 2) - 24 novembre 2023 Coliseo Mario Morales, Guaynabo                   | Mets de Guaynabo         | 1 - 3 | Caribes de San Sebastián | 25-18, 15-25, 22-25, 21-25        |
| Semifinale (gara 3) - 26 novembre 2023 Coliseo Luis Aymat Cardona, San Sebastián         | Caribes de San Sebastián | 3 - 2 | Mets de Guaynabo         | 19-25, 25-20, 25-19, 21-25, 15-9  |
| Semifinale (gara 4) - 29 novembre 2023 Coliseo Mario Morales, Guaynabo                   | Mets de Guaynabo         | 1 - 3 | Caribes de San Sebastián | 22-25, 14-25, 25-21, 16-25        |

## Statistiche

### Statistiche di squadra
| Competizione | Punti | In casa | In casa | In casa | In trasferta | In trasferta | In trasferta | Totale | Totale | Totale |
| Competizione | Punti | G       | V       | P       | G            | V            | P            | G      | V      | P      |
| ------------ | ----- | ------- | ------- | ------- | ------------ | ------------ | ------------ | ------ | ------ | ------ |
| LVSM         | 31    | 13      | 8       | 5       | 13           | 5            | 8            | 26     | 13     | 13     |
| Totale       | -     | 13      | 8       | 5       | 13           | 5            | 8            | 26     | 13     | 13     |

G = partite giocate; V = partite vinte; P = partite perse

### Statistiche dei giocatori
Dati non disponibili.